# سويت توث (تويستد ميتال)
سويت توث (Sweet Tooth) والمعروف بأسمه الحقيقي نيدلز كين (Needles Kane) هو شخصية خيالية شريرة من سلسلة تويستد ميتال للألعاب الفيديو. يعتبر سويت توث مهرجاً سفاحاً يقود سيارة لبيع المثلجات وقد قتل كثير من الضحايا منذ إنشاء تويستد ميتال بين يدي كاليبسو (Calypso) كما أنه كان يقود مع ماركوس كين (Marcus Kane) لكُل مِن دارك توث (Dark Tooth) وتاور توث (Tower Tooth) في لعبة تويستد ميتال هيد اون وغولد توث (Gold Tooth) في لعبة تويستد ميتال: لوست.

## مظهره شخصية
سويت توث يلبس قناع على هيئة مهرج وسروال أبيض عليه دوائر بلون الوردي وقفازين سوداء اللون كما أن رأسه يشتعل نارًا دائماً.